# Мелхиор фон Брайтенбаух
Мелхиор фон Брайтенбаух (на немски: Melchior von Breitenbauch; † 3 декември 1593 в Ранис в окръг Заале-Орла, Тюрингия) е благородник от тюрингския род Брайтенбаух.
Той е син на Волф фон Брайтенбаух († 5 юни 1564) и съпругата му Бенигна фон Минквиц († 1549, Ст. Улрих).
Господарите фон Брайтенбаух купуват през 1571 г. замък Ранис от господарите фон Бранденщайн. През 1584 г. фамилията Брайтенбаух купува за 16 000 талер замък Бранденщайн (в Ранис). Главната резиденция на фамилията е от 1571 до 1942 г. замъкът Ранис. През 1906 г. фамилията започва да се нарича Брайтенбух.

## Фамилия
Мелхиор фон Брайтенбаух се жени за Марта фон Хеслер († 1571). Те имат децата::
- Анна фон Брайтенбаух (* ок. 1555; † 11 март 1615, Шкопау), омъжена на 8 септември 1575 г. във Вайсенфелс за Фридрих фон Трота (* ок. 1550; † 13 март 1615 в Шкопау)
- Волф фон Брайтенбаух (* 1566, Щутгарт; † 5 февруари 1616), господар на Бранденщайн, женен за Сабина фон Маршал (* 8 октомври 1571; † 27 септември 1634); имат два сина